# Tyson (Name)
Tyson ist ein männlicher Vorname und ein Familienname.

## Herkunft und Bedeutung
Tyson war ursprünglich ein Familienname, der aber zunehmend auch als Vorname gebräuchlich wurde. Die Namensbedeutung geht auf das altfranzösische Wort tison zurück, das „Glimmendes Stück Holz“ bedeutet.

## Häufigkeit
Der Name Tyson wurde in Deutschland von 2006 bis 2018 ungefähr 400 Mal als erster Vorname vergeben.

## Namensträger

### Vorname
- Tyson Barrie (* 1991), kanadischer Eishockeyspieler
- Tyson Beckford (* 1970), US-amerikanisches Model
- Tyson Fury (* 1988), britischer Boxer
- Tyson Gay (* 1982), US-amerikanischer Sprinter
- Tyson Kidd (* 1980), kanadischer Ringer
- Tyson Nash (* 1975), kanadischer Eishockeyspieler
- Tyson Ritter (* 1984), US-amerikanischer Sänger und Musiker
- Tyson R. Roberts, US-amerikanischer Ichthyologe
- Tyson Smith (* 1983), kanadischer Profi-Ringer

### Familienname
- Alan Tyson (1926–2000), britischer Musikwissenschaftler
- Andrew Tyson (* 1986), US-amerikanischer Pianist, dreifacher Gewinner des Concours Géza Anda 2015
- Anthony Tyson (* 1940), US-amerikanischer Physiker
- Betty Tyson (1948–2023), US-amerikanisches Justizopfer
- Cathy Tyson (* 1965), britische Schauspielerin
- Cicely Tyson (1924–2021), US-amerikanische Schauspielerin
- Donald Tyson (1930–2011), US-amerikanischer Geschäftsmann
- Edward Tyson (1650–1708), britischer Arzt und Zoologe
- Elliot Tyson (* 1952), US-amerikanischer Tontechniker
- Gustav Tyson-Wolff (1840–1907), deutsch-britischer Komponist und Musikschriftsteller
- Ian Tyson (1933–2022), kanadischer Country- und Folk-Sänger
- Jacob Tyson (1773–1848), US-amerikanischer Jurist und Politiker
- Job Roberts Tyson (1803–1858), US-amerikanischer Politiker
- John R. Tyson (1856–1923), US-amerikanischer Jurist und Politiker
- Joseph B. Tyson (* 1928), US-amerikanischer Theologe
- Joseph Jude Tyson (* 1957), US-amerikanischer Geistlicher, Bischof von Yakima
- June Tyson (1936–1992), US-amerikanische Jazzsängerin
- Laura D. Tyson (* 1947), britischer Business-School-Dekan
- Lawrence Tyson (1861–1929), US-amerikanischer Politiker, Unternehmer und General
- Mike Tyson (* 1966), US-amerikanischer Boxer
- Nathan Tyson (* 1982), englischer Fußballspieler
- Neil deGrasse Tyson (* 1958), US-amerikanischer Astrophysiker
- Richard Tyson (* 1961), US-amerikanischer Schauspieler
- Sylvia Tyson (* 1940), kanadische Country- und Folk-Sängerin
- Tiger Tyson (Pseudonym) (* 1977), US-amerikanischer Pornodarsteller
- Tiger Tyson (Kitesurfer) (* 2002), antiguanischer Kitesurfer

### Fiktive Figuren
- Tyson, Person in der Romanreihe Percy Jackson von Rick Riordan